# Muzeum izraelského vojenského letectva

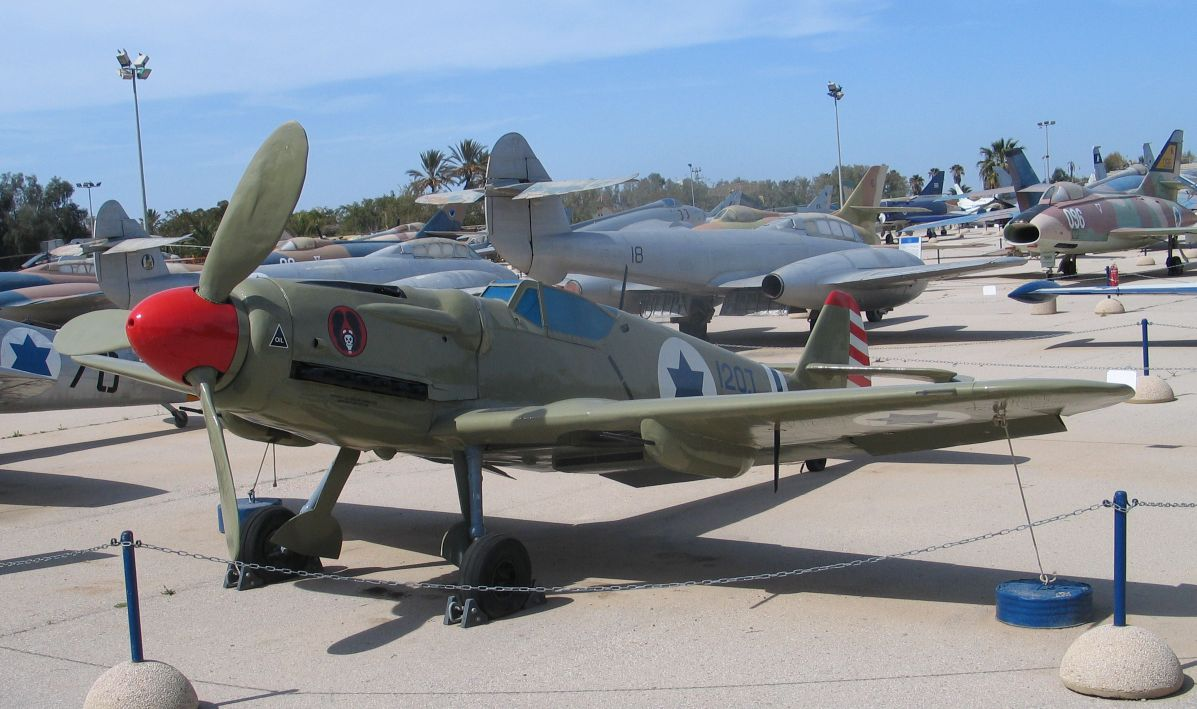
Stíhací letouny Avia S-199 byly nově vzniklému Izraeli dodány z Československa v roce 1948. Díky nim bylo izraelské letectvo schopno u mostu Gešer ad Halom zastavit postup egyptské armády na Tel Aviv během války za nezávislost.

Muzeum izraelského vojenského letectva (hebrejsky מוזיאון חיל האוויר הישראלי‎) se nachází na letecké základně Chacerim v Negevské poušti v Izraeli. Založeno bylo v roce 1977 a pro veřejnost je otevřené od roku 1991 (podle jiného zdroje od roku 1997). Mezi jeho exponáty patří rozličná letecká technika používaná izraelským vojenským letectvem, ukořistěné letouny a protiletecké zbraně; celkem jde o více než 140 exemplářů. Během některých svátků a o zvláštních příležitostech se zde konají letecké show s historickými a stávajícími letouny izraelského letectva.

## Letecká technika
K většině zdejší letecké techniky se váže nějaký příběh. Patří mezi ni třeba stíhací letouny Avia S-199 z Československa, díky nimž Izrael zastavil postup egyptských armád během válce za nezávislost v roce 1948. Modernější stíhací stroje zahrnují třeba letouny McDonnell F-4 Phantom II, Douglas A-4 Skyhawk, Dassault Mirage III nebo McDonnell Douglas F-15 Eagle. K vidění je také letoun včasné výstrahy Grumman E-2 Hawkeye. Stroje izraelské výroby zde zastupují IAI Arava, IAI Kfir, IAI Lavi, IAI Nešer a IAI Westwind. Civilní letadla, působící v řadách izraelského letectva, zastupují například Douglas DC-3, Boeing 377 Stratocruiser a letouny Cessna. Vystaven je zde i Boeing 707, který v roce 1976 sloužil jako velitelské stanoviště během operace Entebbe.
Vrtulníky jsou zastoupeny třeba těžkými transportními stroji Aerospatiale Super Frelon, včetně toho, který v roce 1977 přepravoval egyptského prezidenta Anvara Sadata během jeho historické návštěvy Izraele. Mezi další patří například Aérospatiale Alouette II, Sikorsky S-55, Sikorsky CH-53, Bell AH-1 Cobra či Bell UH-1 Iroquois. Z nepřátelských strojů jde třeba o irácký MiG-21F, na němž v srpnu 1966, když typ představoval nejmodernější vojenský letoun sovětské provenience ve výzbroji arabských států, v rámci tajné operace Mosadu do Izraele přeletěl Munír Rúfá.

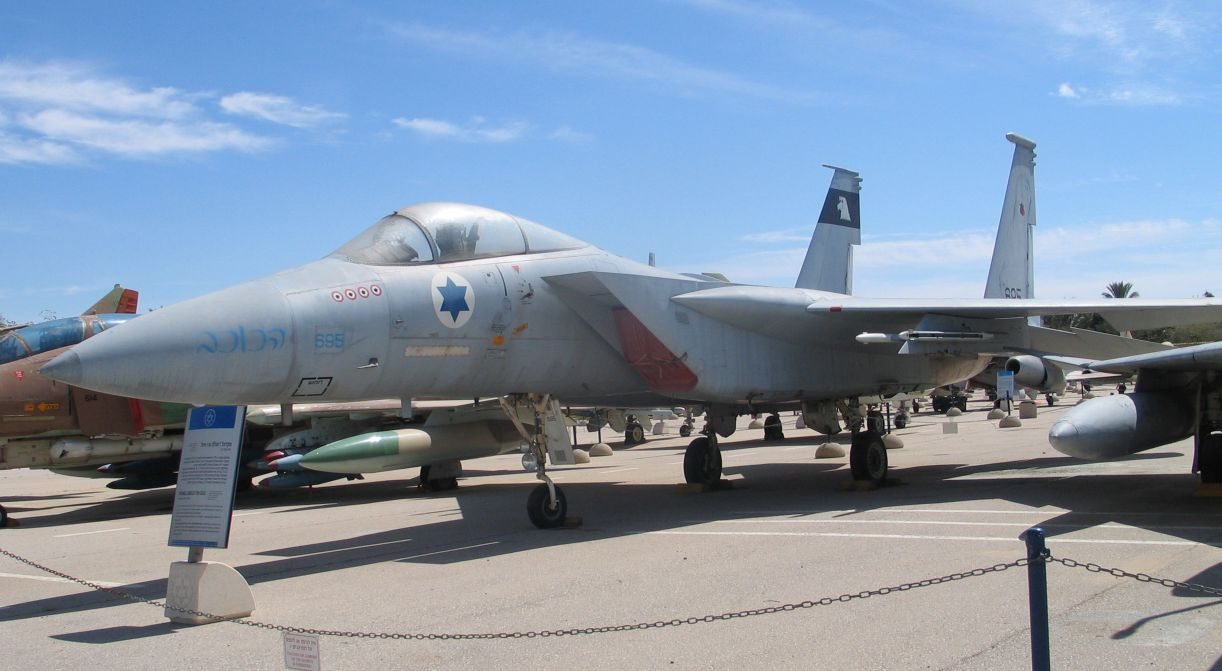
McDonnell Douglas F-15A
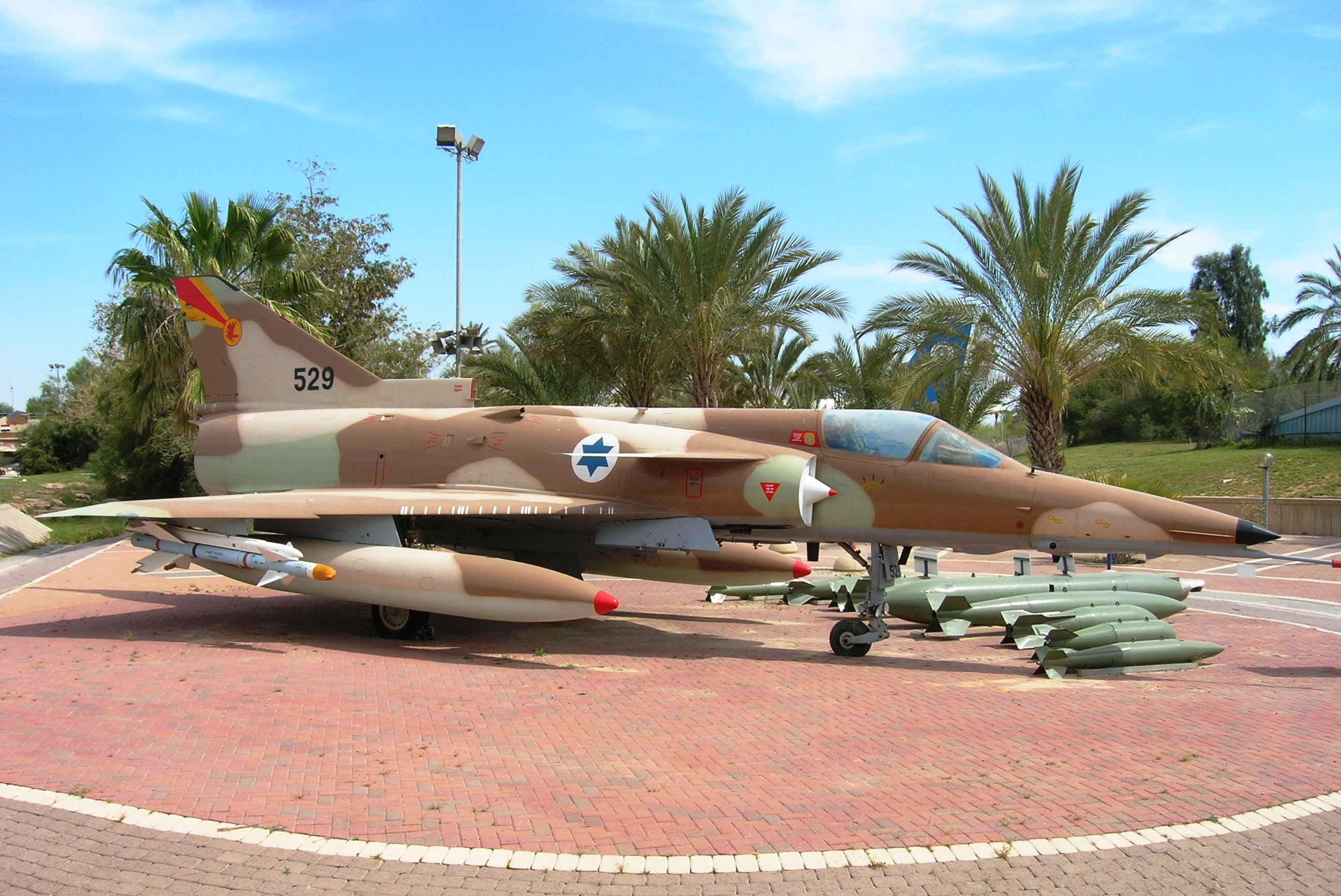
IAI Kfir
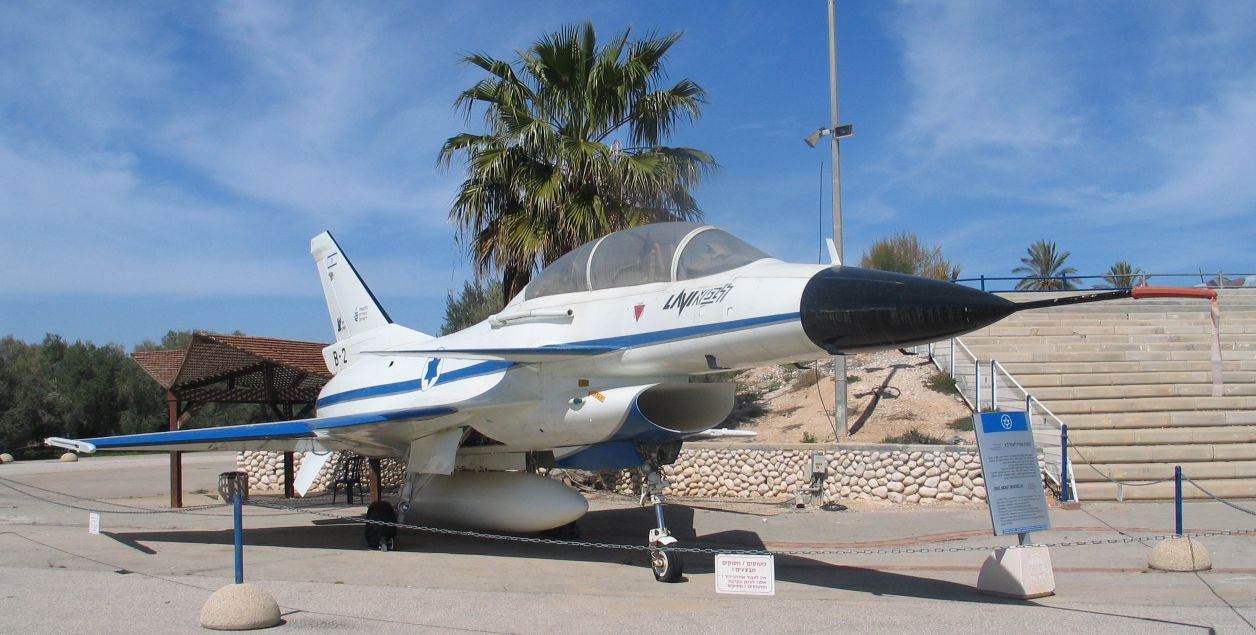
IAI Lavi
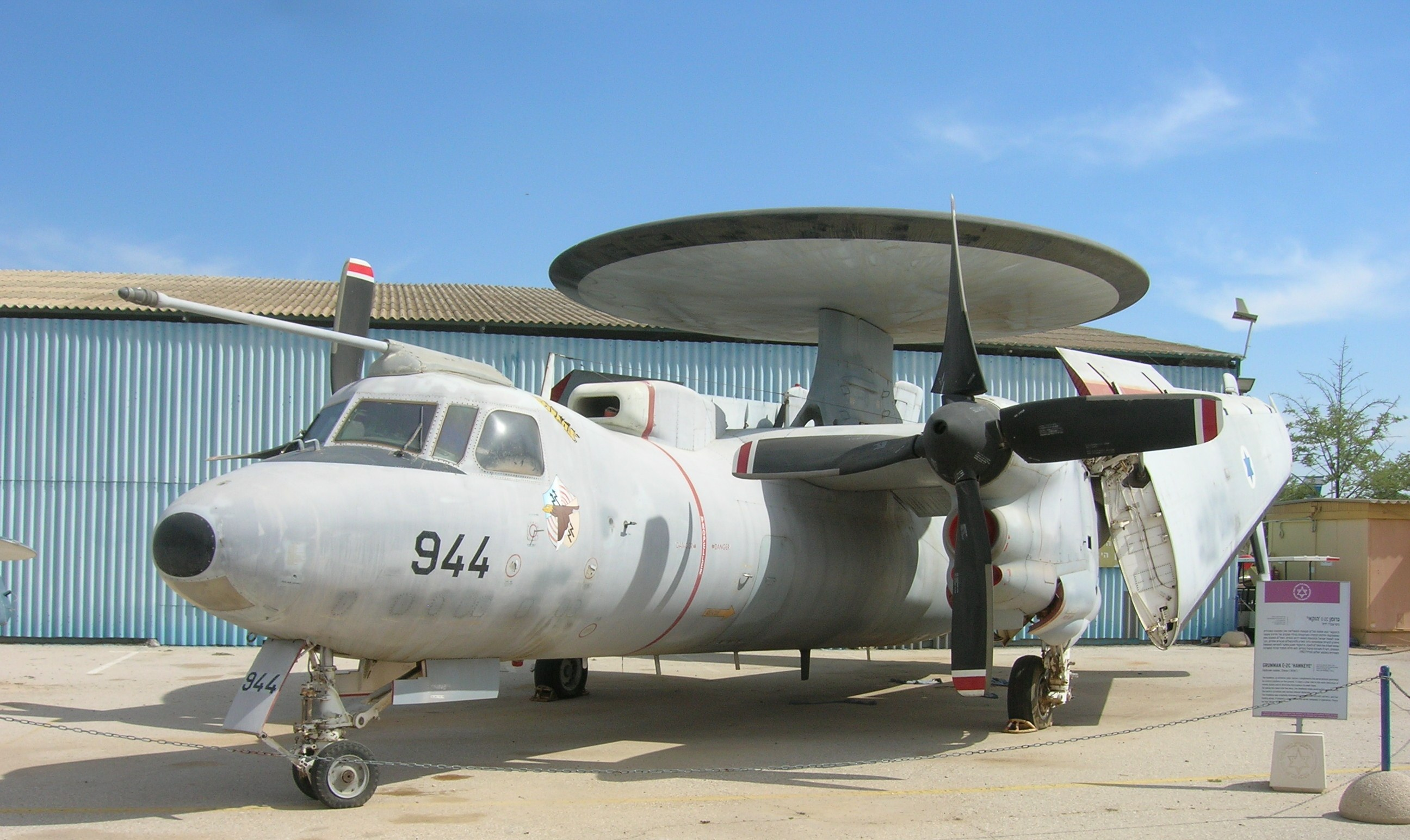
Grumman E-2 Hawkeye
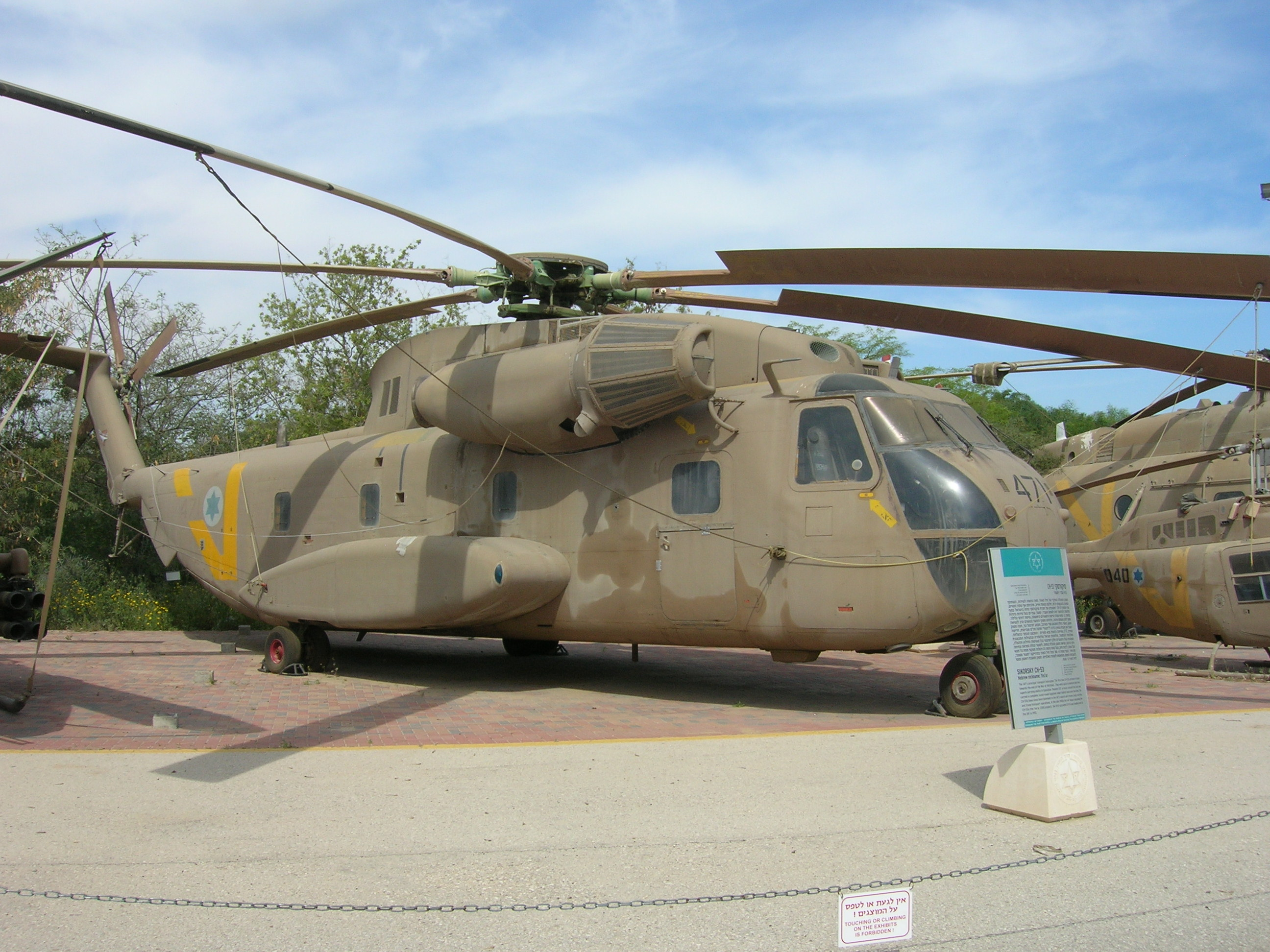
Sikorsky CH-53 Sea Stallion
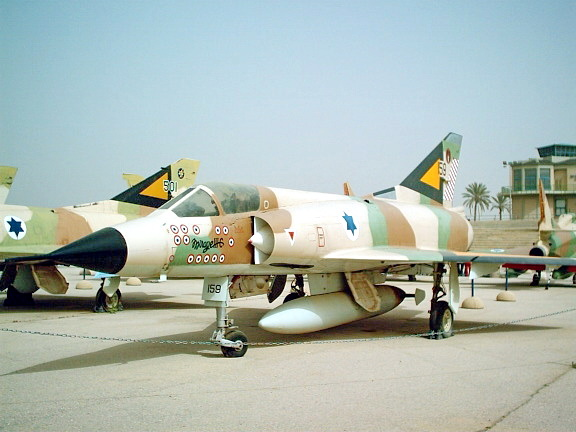
Dassault Mirage III
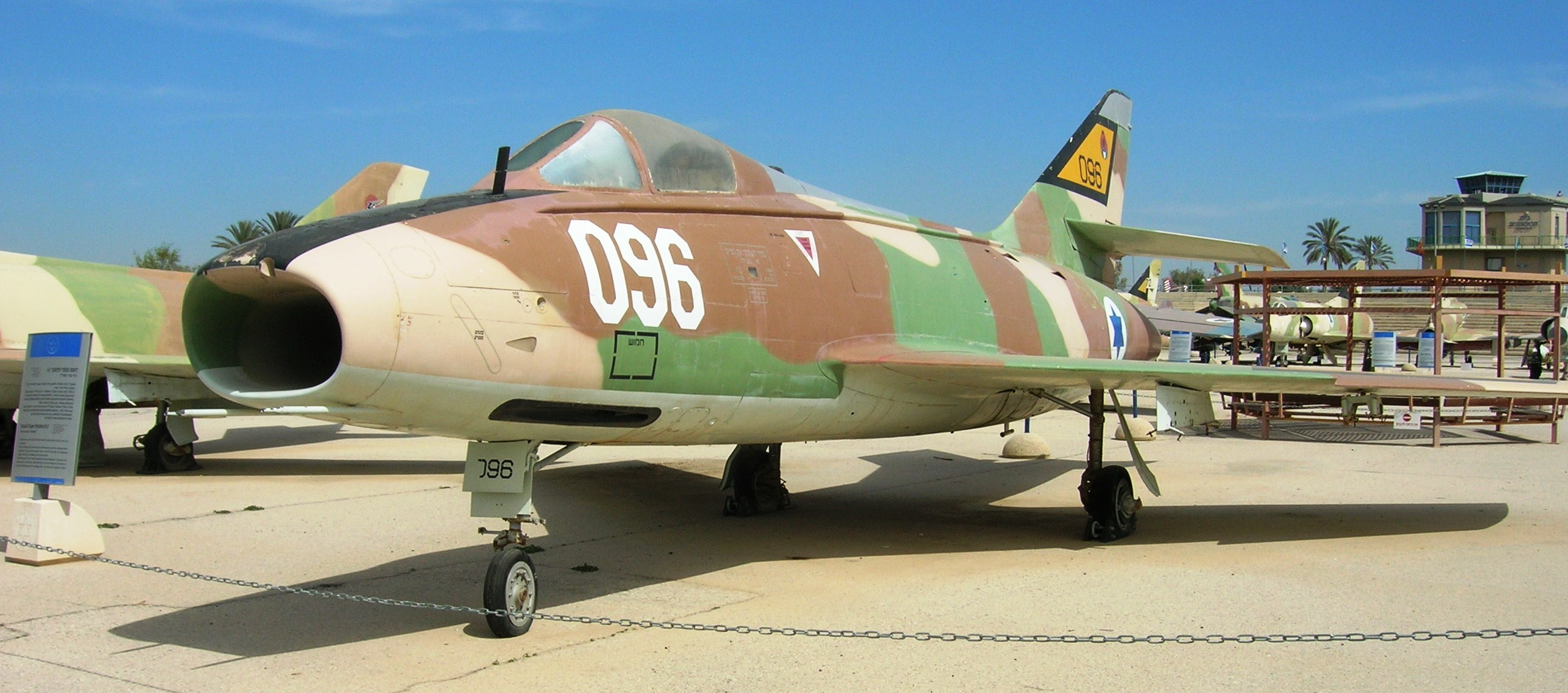
Dassault Super Mystère
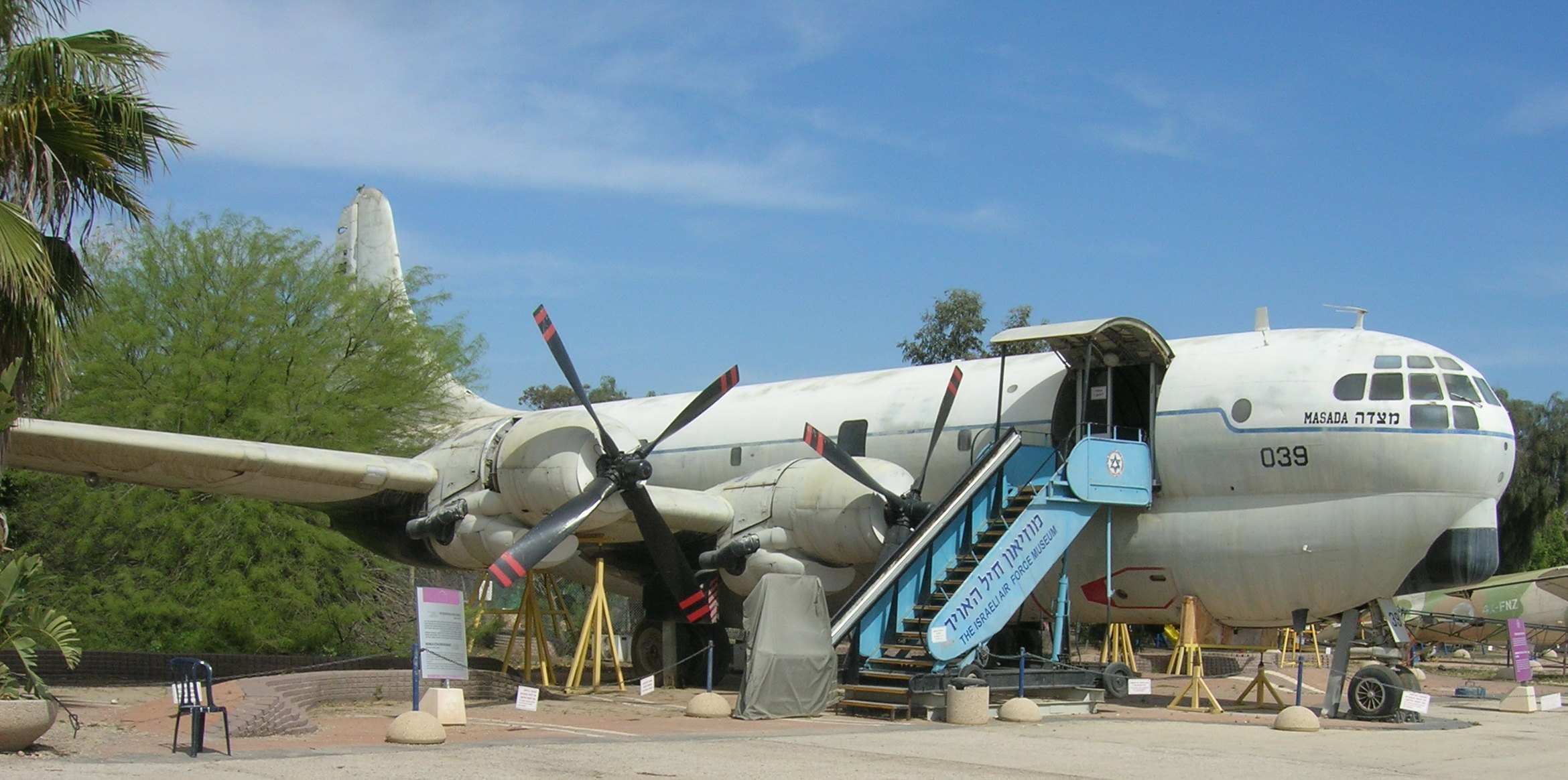
Boeing 377M Stratocruiser
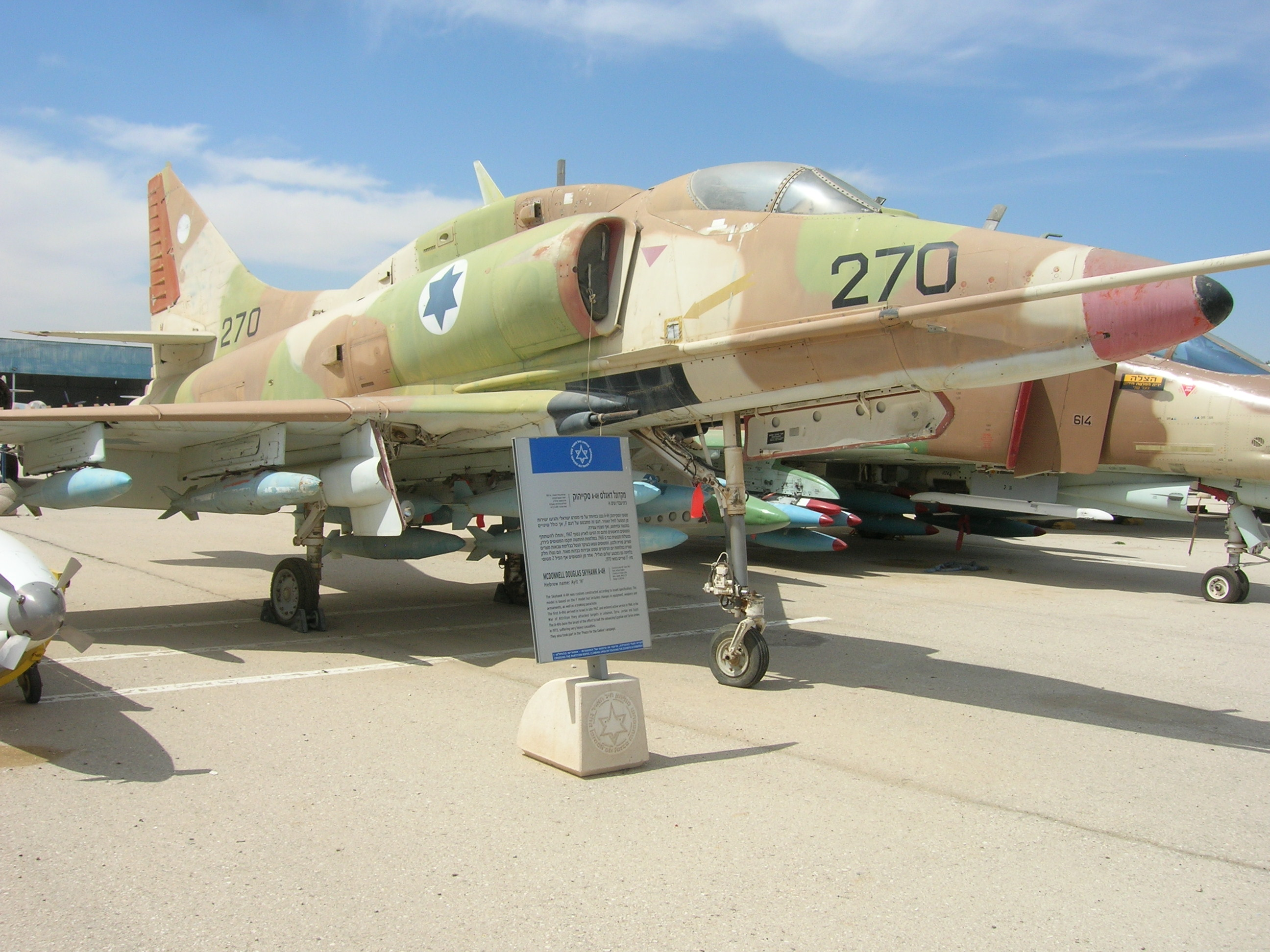
McDonnell Douglas A-4F Skyhawk
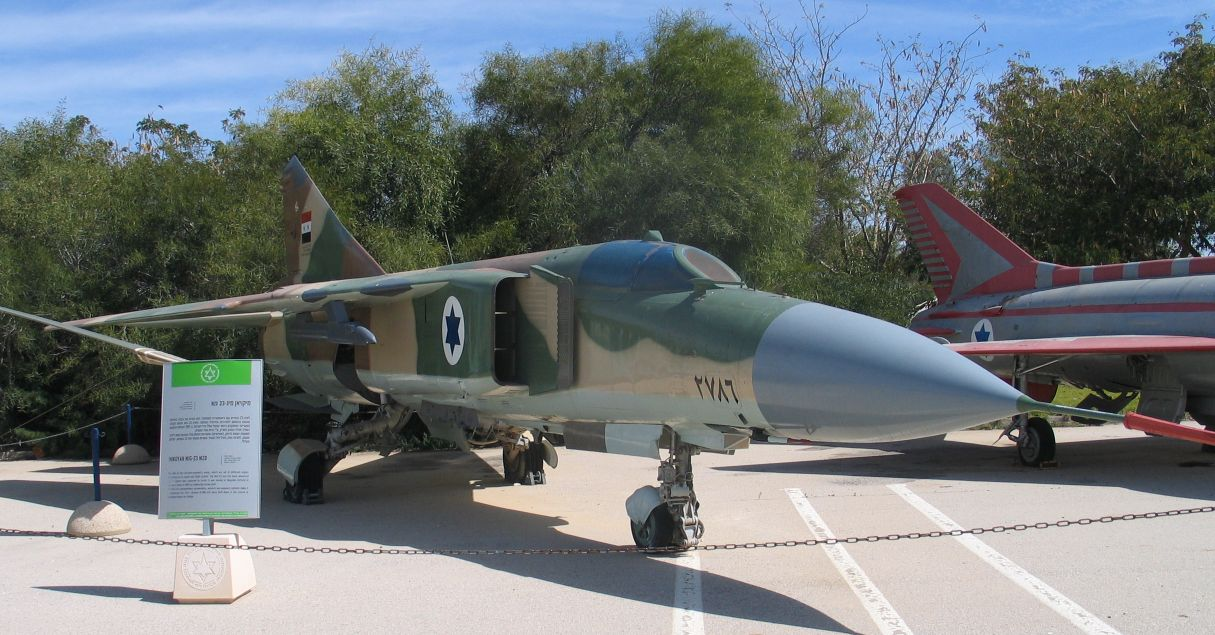
Ukořistěný syrský MiG-23